# Grano
Grano – miasto w Stanach Zjednoczonych, w stanie Dakota Północna, w hrabstwie Renville.